# Jan Willem Jacobs
Jan Willem Jacobs, (op zijn publicaties Jan W. Jacobs; pseudoniemen: Piet van Amersfoort, J. Geestzwaard) (Bentheim, Duitsland, 1895 –  Laren, Noord-Holland, 1967) was een Nederlandse socialistische dichter en schrijver. Jacobs kwam als corrector in 1928 in dienst bij De Arbeiderspers in Amsterdam.  In 1927 richtte hij, samen met  Johan Keja en Paul Sanders, de Socialistische Kunstenaarskring (SKK) op en was daar een aantal jaren secretaris van.
Daarnaast werden aan het eind van de jaren '20 op zijn initiatief verschillende bloemlezingen van nieuwe links-revolutionaire poëzie uitgegeven. Bij de AJC verschenen van hem de bundels Licht in 1927 en De Herkenning in 1929.
Jacobs dichterstalent stond zijn productie van gedichten tegen oorlog en bewapening niet in de weg. Een aantal antimilitaristische gedichten verscheen tussen 1920 en 1940. Hij schreef gedichten over de Eerste Wereldoorlog,  de radenrepubliek in Hongarije, de oorlogen in Mandsjoerije en Abessynië, de Spaanse Burgeroorlog,  geweld in Oost-Indië.
Een van Jacobs’ eerste antimilitaristische verzen dateert van omstreeks 1920 en draagt de titel Aan een dienstweigeraar.
AAN EEN DIENSTWEIGERAAR
- Ik ken u niet, maar ‘k weet gij zijt een broeder,
- en één, die allen zich tot broeders maakt,
- gij blijft de held, het licht, der toekomst hoeder,
- schoon elk zijn plicht tot haar verzaakt.
- De kerker kan uw lichtschijn niet verdooven
- die slechts van waarheids voedsel leeft
- houd moed, de weinigen die nu gelooven,
- zij vormen ‘t zaad, dat gouden vruchten heeft.
- Ik ken u niet, maar ‘k weet, gij zijt een strijder,
- een pionier voor ‘t komende geslacht
- dat menschen zal vertrappen noch doen lijden.
- De leer, die uwe daad ons bracht,
- kan slechts het leven waardig doen belijden.
- Houd moed, o pionier van dit geslacht!